# Leucania dungana
Leucania dungana är en fjärilsart som beskrevs av Alphéraky 1883. Leucania dungana ingår i släktet Leucania och familjen nattflyn. Inga underarter finns listade i Catalogue of Life.